# Províncies del Japó

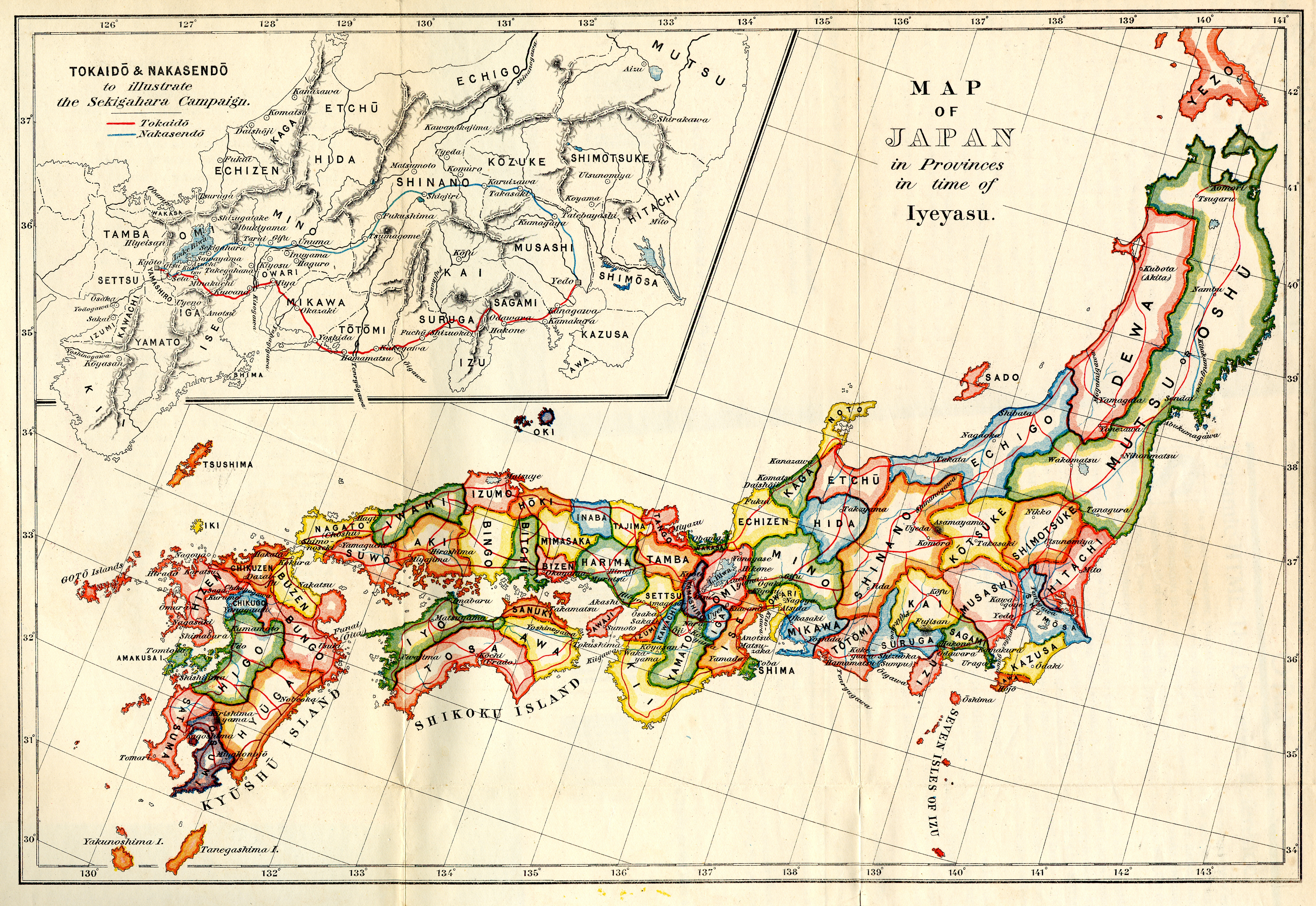
Les províncies al voltant de l'any 1600, de Murdoch and Yamagata.

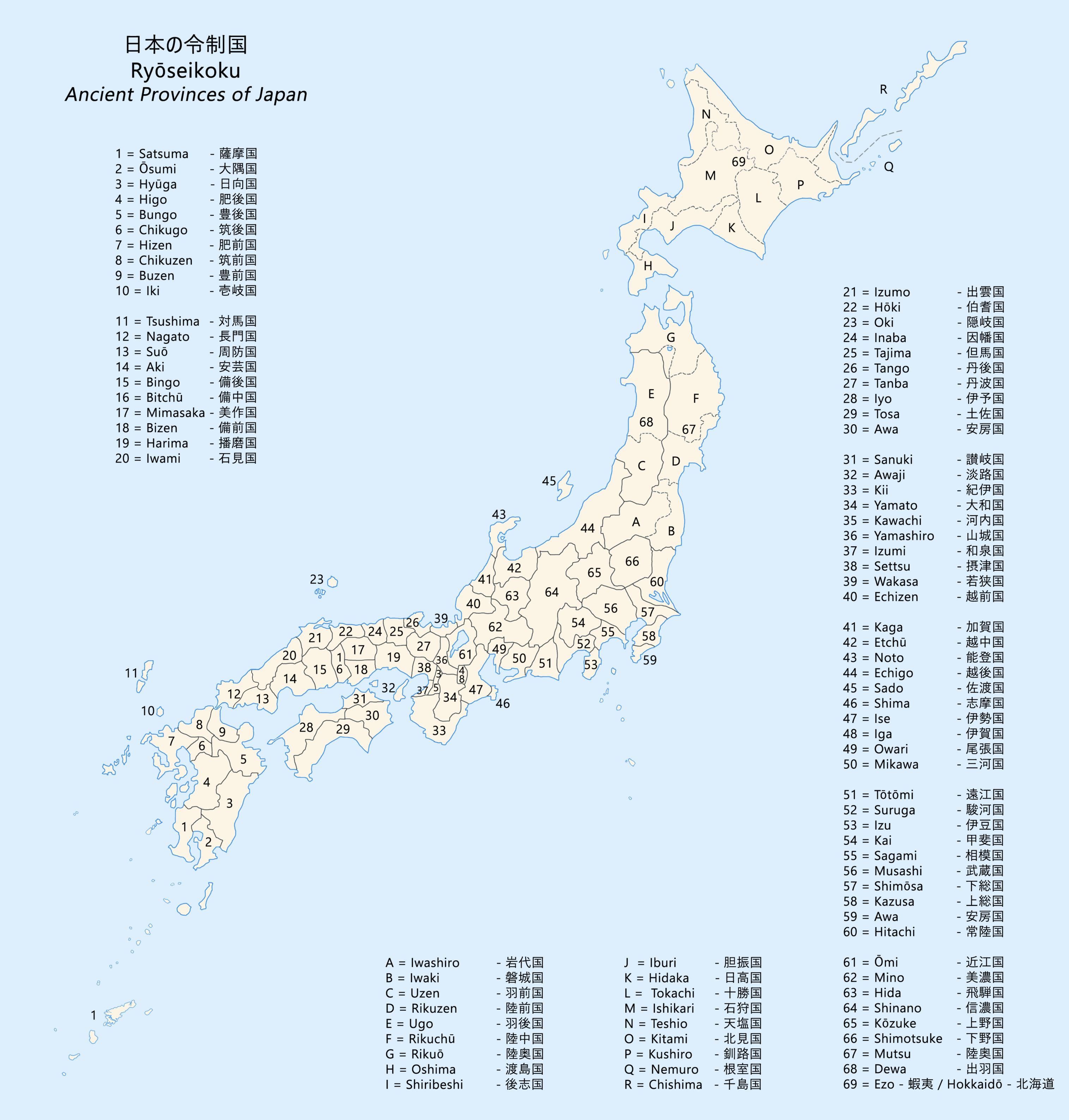
Les províncies durant el període Kamura, el 1868.

Abans de ser establert el modern sistema de prefectures, les illes del Japó estaven dividides en desenes de kuni (国, assimilable a comtat), el que es podria traduir com a províncies. Cada província estada dividida en gun (郡, districte, que passaren a mencionar-se kōri).

## Història
Les províncies van ser originalment establertes per Ritsuryō com a unitats administratives i com a regions geogràfiques.
Al final del Període Muromachi, però, la seva funció va ser gradualment suplantada pels dominis dels sengoku-daimyo. Sota el control d'en Toyotomi Hideyoshi, les províncies van ser suprimides com a unitats locals d'administració primària. En contrapartida, les van substituir els feus dels dàimios.

### Període Edo
En el Període Edo, els feus eren coneguts com a han. Les províncies imperials i els dominis dels shoguns s'establiren com a sistemes complementaris. Per exemple, quan el shogun ordenava un dàimio fer un cens o elaborar un mapa, la feina s'organitzava sobre la base dels kuni provincials.

### Període Meiji
Amb la Restauració Meiji, els han van ser legitimats com a unitats administratives sota Fuhanken Sanchisei, van ser gradualment reemplaçades per prefectures entre el 1868 i el 1871 (les prefectures urbanes s'anomenaven fu i les prefectures rurals ken). Les províncies com a part del sistema d'adreces no va ser abolit, ans al contrari, van augmentar. El 1871 el nombre de prefectures era de 304, mentre que el nombre de províncies era de 68, sense incloure Hokkaidō o les Illes Ryūkyū. Les fronteres entre les diverses prefectures eren molt complicades, amén que tampoc cassaven amb els límits de les províncies. Les prefectures van ser reduïdes gradualment fins a només 37 l'any 1881. Afegint Hokkaidō i Okinawa, es van generar les 47 prefectures actuals.
Les províncies es classifiquen en Kinais (dins de la capital), i set o vuit dō (rutes o circuits), coneguts en conjunt com els goki shichidō. Tot i això, dō en aquest context no s'ha de confondre amb les línies de trànsit modernes com la de Tōkaidō, que va de Tokyo a Kyoto o Kobe. Al mateix temps, Hokkaidō en aquest context no ha de ser confós amb la Prefectura d'Hokkaidō, tot i que aquestes dues es sobreposen geogràficament.

### Actualment
Avui dia, no hi ha hagut cap ordre oficial que abolís les províncies. No obstant, les províncies es consideren obsoletes, tot i que el seu nom és habitualment usat com a indicacions geogràfiques, noms de companyies i marques. A inicis dels 200, l'aleshores governador de la Prefectura de Nagano, en Yasuo Tanaka (president del Nou Partit Nipó), va proposar reanomenar la seva prefectura "Shinshū" (信州, un nom derivat de la província de Shinano) doncs encara era molt usat, com per exemple els Shinshū soba (信州そば), Shinshū miso (信州味噌) i la Universitat Shinshu.
Aquests noms de províncies es consideren d'interés històric. També són usats com a noms d'ítems diversos, incloent cognoms, molts dels quals es van popularitzar després del Període Edo. Alguns exemples serien els sanuki udon, iyokan, el Tosa inu, i l'awa odori. Les estacions del tren del Japó també usen els noms de les províncies, més enllà de pel seu rerefons històric, per a distingir-se d'estacions amb noms similars en altres prefectures.
Alguns noms de províncies s'usen per a indicar parts d'un districte de les actuals prefectures en consonància amb les seves característiques culturals i geogràfiques. En molts casos aquests noms també són usats en els senyals de trànsit, com per exemple Hoku-Setsu (北摂) que vol dir àrea Settsu (摂津) del nord (北).
Els districtes són considerats encara com a subdivisions de les prefectures, tot i això, si són part d'una fusió o divisió d'antigues províncies, poden ser compartits entre diverses prefectures (com el cas del Districte Adachi original de la província de Musashi, que actualment està dividida entre el districte electoral d'Adachi de Tòquio i el Districte Kita-Adachi de Saitama. Moltes d'aquests antics districtes provincials han estat dissolts al pas que les seves capitals han anat creixent com a grans ciutats o pobles. Vegeu les pàgines individuals de cada prefectura per a veure les fusions o abolicions de districtes.